# GoodTimes Entertainment
GoodTimes Entertainment — бывшая американская компания по производству домашнего видео, возникшая в 1984 году как GoodTimes Home Video. Основателями компании были братья Кеннет, Джозеф и Стэнли Кейр (известные как «братья Кайры») из Salsoul Records.
Компания известна своими анимационными фильмами по мотивам известных сказок, большая часть из которых была названа аналогично или идентична высокобюджетным анимационным фильмам из других студий, несмотря на то, что в плане сюжета значительно отличалась от них. Во много это было связано с тем, что мультфильмы были сняты по мотивам сказок историй, долгое время находившихся в общественном достоянии, а у крупнейших студий было мало возможности требования исключительных прав на истории и их главных героев. Тем не менее, начиная с 1993 года, студия The Walt Disney Company неоднократно подавала в суд GoodTimes за то, что оформление обложек видеокассет той фирмы были схожи с обложками мультфильмов студии Disney, якобы создавая возможность запутать потребителей в непреднамеренной покупке продукции GoodTimes, восприняв их за продукцию Disney.
В результате вышеупомянутого судебного процесса GoodTimes неожиданно обнаружила, что по закону она обязана напечатать название своего бренда на всех своих будущих обложках VHS, чтобы четко продемонстрировать широкой общественности, что это не «блокбастер», тем самым, не обманывая покупателей. Несмотря на это, Goodtimes Entertainment по-прежнему выпускала фильмы с похожими названиями и оформлением, тем самым, превращая их в «мокбастеры».
В 1990-х компания создала подразделение GT Publishing, издававшее детские книги под издательством Inchworm Press, а также GT Interactive Software как компанию по производству видеоигр.
В июле 2005 года GoodTimes объявила о банкротстве, а её активы были проданы компании Gaiam, основывающейся на производстве видео на тему йоги и фитнеса. Затем Gaiam выделила свои активы для домашнего видео в Gaiam Vivendi Entertainment в 2012 году, который, в свою очередь, был продан и объединен с New Video в 2013 году. Несмотря на закрытие в 2005 году, GoodTimes Entertainment продолжала участвовать в совместном производстве Wulin Warriors, отредактированной версии Pili, выпущенной Broadway Video и Animation Collective для блока Toonami Cartoon Network в 2006 году, но был снят после выхода в эфир двух эпизодов из-за плохих рейтингов и жалоб. Позже Gaiam основал подразделение под названием GT Media, которое служило лейблом общего интереса и выпускало фильмы и видеоролики, отличные от своей основной продукции. Позже оно было свернуто в свою материнскую компанию.